# Renate Drescher
Renate Drescher (* 3. April 1932 in Tollwitz; † 3. Februar 2021) war eine deutsche Dokumentarfilm-Regisseurin.

## Leben und Werk
Renate Drescher wurde in Tollwitz unweit von Leipzig geboren. Nach der Schulzeit absolvierte sie eine Lehre zur Wirtschaftsprüferin. Anschließend zog sie nach Berlin und begann 1954 ein Dramaturgie-Studium an der neu gegründeten Deutschen Hochschule für Filmkunst in Potsdam-Babelsberg. 1958 schloss sie das Studium mit dem Diplom ab und arbeitete fortan am DEFA-Studio für Wochenschau und Dokumentarfilme als Autorin, Redakteurin und Regie-Assistentin. Am Studio lernte sie den niederländischen Dokumentarfilmer Joop Huisken kennen, der ihr Mentor wurde. In den Folgejahren arbeitete sie an zahlreichen Produktionen Huiskens mit und führte bei Schweißerbrigade (1961) und Frauen in Ravensbrück (1968) zweimal Co-Regie. Ab 1967 inszenierte Drescher auch ohne ihren Förderer eigene Dokumentarfilme als Regisseurin, darunter Rosa Luxemburg – Stationen ihres Lebens, ein Porträt über Rosa Luxemburg. 
Für das Fernsehen der DDR drehte sie 1972 einen Film über den Bildhauer Fritz Cremer. Anschließend folgte ein Bruch in Dreschers Filmografie. Nach eigener Aussage zog sie sich zeitweilig aus dem Studio zurück, da ihr keine weiteren eigenen Filmprojekte ermöglicht wurden. Erst Ende der 1970er-Jahre arbeitete sie wieder für die DEFA und drehte Beiträge für die Wochenschau Der Augenzeuge. 1979, im Sterbejahr ihres Förderers Huisken, beendete Drescher ihr filmisches Berufsleben endgültig. Ab den 1980er-Jahren reiste sie vermehrt nach Guinea-Bissau und arbeitete dort im Bereich der Entwicklungshilfe.
Renate Drescher lebte im Prenzlauer Berg in Berlin. Sie starb Anfang 2021 im Alter von 88 Jahren und wurde auf dem Leipziger Ostfriedhof beerdigt.

## Filmografie (Auswahl)
- 1961: Schweißerbrigade (Kurz-Dokumentarfilm, Co-Regie mit Joop Huisken)
- 1967: Hydrobudowa (Kurz-Dokumentarfilm)
- 1968: Frauen in Ravensbrück (Kurz-Dokumentarfilm, Co-Regie mit Joop Huisken)
- 1969: Mädchen am Netz (Kurz-Dokumentarfilm)
- 1970: Rosa Luxemburg – Stationen ihres Lebens (Kurz-Dokumentarfilm)
- 1972: Fritz Cremer im 66. Jahr (TV-Dokumentarfilm)
- 1978–79: Regie-Arbeiten für die DDR-Wochenschau Der Augenzeuge